# Роман
Вижте пояснителната страница за други значения на Роман.
Романът е вид литературен жанр на прозата, в който се разказва и предлага разгърнато историята на главния герой, който участва в специфични, значими, вълнуващи или обичайни за него събития.
Романът като вид художествено литературно произведение в проза, се отличава най-общо от разказа, новелата и повестта по по-големия си обем, отговарящ на по-широкото разгръщане на сюжетността, по полифоничността си, в него се развиват по-пълно характерите на действащите лица (самият им брой често е по-голям), контекстът на описваните събития се задълбочава.

## Етимология
Названието идва от старофренското romanz, произлизащо на свой ред от латинското словосъчетание romānice lŏqui, „говоря на романски“ – става въпрос за Средновековието, когато именно на романските езици са се утвърдили историите на рицарски, любовни и героични теми, които са първообраз на съвременния роман. На други езици името на романа произлиза от италиански: novella, изключително разпространеният в една по-ранна епоха тип разказ за занимателни и поучителни събития, в чийто дух е издържан например целият „Декамерон“ на Бокачо.
В славянските езици този литературен жанр има названието роман (български, сръбски, руски – роман, полски – powieść (romans), босненски, хърватски – roman, чешки – román), но също и немски, шведски език – roman, португалски – romance, но в повечето от романските езици е новела (английски – novel, италиански – novella, испански – novela, френски – nouvelle), което в България има друго значение (виж новела).

## История

### Предшественици на романа

#### Романси (1000 – 1500)
Европейската традиция на романа като жанр започва от средновековните романси, като в повечето европейски езици това е видно по използването на думата роман. Характеристики на романа, като например голямата дължина или наличието на основен герой, който дава името на творбата (например Робинзон Крузо или Оливър Туист), се коренят именно в традиционните романси. Ранните модерни романи имат заглавия, отнасящи се към любопитни примери на живота, а не към герои.
Думата роман или романс се е превърнала в стабилен жанров термин със започването на 13 век, главно заради произведението Роман за Розата (1230 г.). Във Франция първите романси се отнасяли до герои от Древна Гърция или Древен Рим, като Дидона, Еней и Александър Велики.
С рицарството се появява цял нов жанр. Историите за Крал Артур стават известни в края на 12 век. Творбите на Кретиен дьо Троа стават пример за европейските епични творби. Типичен Артуров роман се фокусира на един-единствен герой и го прекарва през множество перипетии. Моделът придобива и религиозни черти: изпитания, изпратени на рицаря от Бог по време на приключението му. Рицарят нямал власт над собствената си съдба. Има сатирични пародии на произведения на рицари, например „Пръстенът“ на Хенрих Витенвилер (1410 г.).
Смяната на стихотворната форма с прозата датира от началото на 13 век. Вулгарният цикъл включва пасажи от този период. Компилацията индиректно води към „Смъртта на Артур“ от Томас Малори в началото на 1470-те.

#### Новела (1200 – 1600)
Терминът „новела“ започва от кратките разкази, разказвани устно в Европа до края на 19 век, като приказки, шеги, басни и др. Първите писмени компилации са Декамерон на Джовани Бокачо (1354) и Кентърбърийски разкази на Джефри Чосър (1386 – 1400).
Ранният модерен жанр, обединяващ новела и романс, може да бъде проследен до циклите от 14 век. Стандартната схема на историите е, че авторът твърди да ги е чул от различни разказвачи (представени като ретроспекция). Къси романси се появяват като конкурентни на други жанрове, например фаблио.
Много от оригиналната концепция на жанра е още жива, например когато се казва шега за да развеселиш някого в ежедневния разговор. Дългите подвизи остават в сферата на предаваните приказки от уста на уста с идването на печатарската преса. На края книгата замества разказвача и се появяват предговорът, посвещението и послеписът.

### Развитието на романа 16 – 18 век
Просвещението разделя първите модерни автори и читателите. Измислените истории са далеч от мнението на обикновения човек, книги като „Смъртта на Артур“ на Малори са продавани като историческа истина, въпреки че са наситени с магически елементи и легенди. Първите знаци на просвещение прекъсват този период, около 1660 година. Историята вече се разглежда като наука и институции като Църквата, държавните и кралските организации започват да систематизират. Интересите на хората личат след началото на 18 век, когато отделни личности застават след Френската и Американската революции, Обединението на Германия и други събития.
Две големи събития разделят историческата от измислената литература през 16 и 17 век. Изобретяването на печатарската преса веднага създало нов пазар, предлагащ сравнително евтини образование и забавление. Второто голямо развитие е вследствие на едно заглавие: испанският Амадис Галски от Гарси Ордонес де Монталво става първият бестселър на модерната белетристика – Амадис става типичният романс, въз основа на който се появяват много жанрове през 17 век.
Трансформирането на историята от разказвателна наука към записани знания е дълъг процес, който започва още с първите писани новели и романси през Средновековието. Понятието „литература“ като обединение на поезия и белетристика е вследствие на тези процеси.

## Романисти
- Френски: Виктор Юго, Шатобриан, Стендал, Александър Дюма, Оноре дьо Балзак, Гюстав Флобер, Жан-Пол Сартр, Албер Камю;

- Руски: Фьодор Достоевски, Николай Гогол, Александър Солженицин, Лев Толстой, Михаил Булгаков, Михаил Лермонтов;

- Британски: Чарлз Дикенс, Даниел Дефо, Оскар Уайлд, Джордж Оруел, Джеймс Джойс, Вирджиния Улф, Артър Конан Дойл, Арчибалд Кронин, Уолтър Скот;
- Американски: Ърнест Хемингуей, Уилям Фокнър, Джон Стайнбек, Франсис Скот Фицджералд, Дж. Д. Селинджър, Джоузеф Хелър, Кърт Вонегът, Едгар Алън По, Джак Лондон;

- Български: Иван Вазов, Димитър Димов, Димитър Талев, Антон Дончев, Йордан Радичков, Емилиян Станев, Павел Вежинов, Вера Мутафчиева, Ивайло Петров, Георги Господинов, Захари Карабашлиев;
- Немски: Франц Кафка, Ерих Мария Ремарк, Хайнрих Ман, Томас Ман, Карл Май,

- Други: Мигел де Сервантес (исп.), Хенрик Сенкевич (пол.), Габриел Гарсия Маркес (колумб.), Паулу Коелю (браз.), Харуки Мураками (яп.).

## Галерия
- Вирджиния Улф, 1927
- Чинуа Ачебе, Бъфало, 2008
- Мишел Уелбек, Варшава, 2008
- Елфриде Йелинек, Мюнхен, 2004
- Дорис Лесинг, Кьолн, 2006
- Пол Остър, Салман Рушди и Шимон Перес, Ню Йорк, 2008
- Кендзабуро Ое, Кьолн, 2008